# Тихонович Йосип Кирилович
Йосип Кирилович Тихонович — лікар першої половини 19 ст. родом із Києва.
Закінчивши медичний факультет Московського Університету, перебував на військовій службі. Учасник російсько-турецької війни 1828—1829 рр.. У 1839—48 рр. лікар у Кременчуці та Лубнах. З 1848 до відставки у 1855 працював у Москві лікарем губернської управи. Автор двотомової праці, присвяченої охороні здоров'я вагітних, породіль та новонароджених (1825), а також опису хірургічних інструментів (1838), виданих у Москві.